# Ardisia antonensis
Ardisia antonensis là một loài thực vật thuộc họ Myrsinaceae. Đây là loài đặc hữu của Panama.